# Tom kha kai

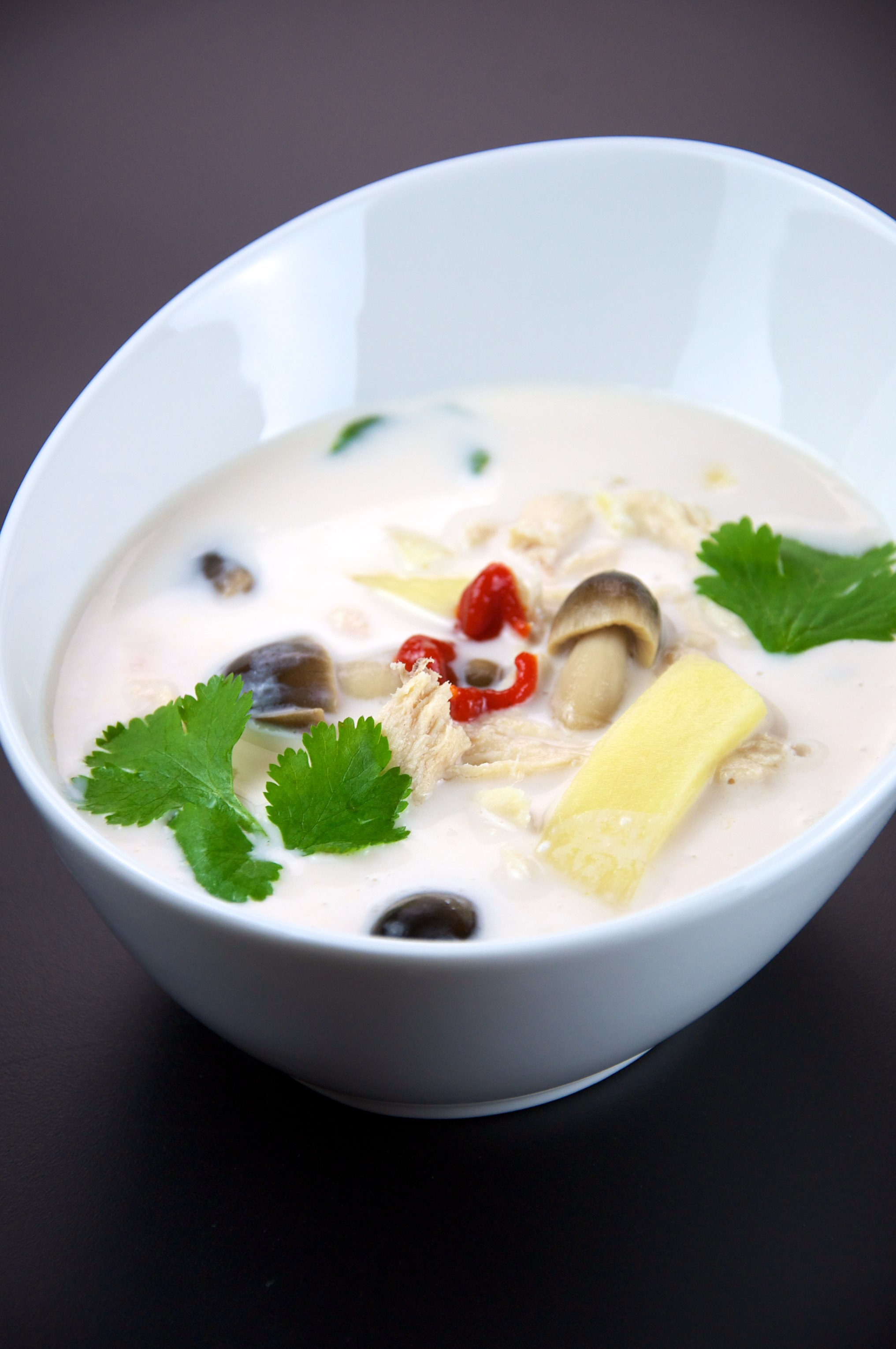
Tom kha kai

Tom kha kai (Thai: ต้มข่าไก่) is een soepgerecht uit de Laotiaanse en Thaise keuken. De naam betekent letterlijk kip galanga-soep
Het gerecht wordt samengesteld uit kokosmelk, galanga (een familie van de gember), citroengras en kip.
Eventueel kunnen nog (gefrituurde) Spaanse pepers, bamboe, champignons, dille (in Laos) of koriander (in Thailand) toegevoegd worden.